# Чътни
Чътни е вид индийско ястие, което на вкус наподобява лютеница, но в него освен зеленчуци и подправки се използват и традиционни местни плодове. Поради сладко-киселия си вкус може да бъде посочено и като мармалад.
Както има различни видове лютеници и различни рецепти за приготвяне на лютеница, така е и с индийското чътни.
Няма унифицирана рецепта, но когато се говори за чътни се подразбира пикантна лютеница в която има плодове. В български условия се използват ябълки и стафиди. Европейското чътни често се приготвя и със зелени домати, които заместват манго или други тропически плодове. Съществуват най-различни видове чътнита, като едни от най-известните са чътни с чили, кокос, мента и манго.
Основното предназначение на чътнито е да обогати вкуса на храната, с която се сервира. Най-често е комбинирано със сирене, картофи, риба, месо, ориз и с типичния за Индия плосък хляб – Наан. Най-често използваните подправки към чътнито са сминдух, кориандър, кимион и други. Обикновено след приготвяне се оставя на открито или в хладилник за няколко дни, докато придобие типичния си кисел вкус. Една от консервиращите техники включва използването на еднакво количество плодове и захар, както и оцет, играещ ролята на консервант.

## Етимология
Думата „чътни“ на Хинди се превежда „намачквам“.